# Euclydes Hatem
Euclydes Hatem (16 de septiembre de 1914 - 26 de septiembre de 1984) fue un luchador profesional y artista marcial brasileño de ascendencia libanesa, conocido por su papel como fundador del arte de la luta livre.

## Carrera
A los 14 años, después de una corta y poco exitosa carrera como remero deportivo, Hatem empezó a entrenar en el arte del catch wrestling en la Associação de Cristã de Moços de Río de Janeiro. Durante su infancia que recibió el apodo de "Tatú" ("armadillo") por su constitución rechoncha y poco atlética, y su principal motivación para practicar estos deportes había sido perder peso, pero a base de entrenamiento, Euclydes pronto dominó esta disciplina y se convirtió en uno de sus practicantes más prometedores. Entre sus profesores se contaba el destacado Dudú, quien también enseñaría catch a los practicantes de jiu-jitsu George y Hélio Gracie y competiría en torneos, llegando a derrotar a Geo Omori.
Tras años de instrucción en esta disciplina, Euclydes decidió dedicarse a la lucha profesional, que en esa época fluctuaba tanto entre las reglas de catch-as-catch-can como de vale tudo. En 1936, después de haber ganado éxito los años anteriores al derrotar a estrellas como el italiano Attilio y el carioca Bogma, Euclydes tomó parte en el primer campeonato internacional celebrado en Brasil, ganando después de someter al veterano australiano Kutter. Solo un mes después, el ya conocido como "Mestre Tatú" sería estipulado a enfrentarse con un luchador de 140kg de peso y de identidad desconocida apodado Máscara Negra. Hatem perdió el combate en 40 minutos, pero la audiencia quedó convencida con su talento, más aún por el hecho de que se sospechaba que Máscara era en realidad el famoso Wladek Zbyszko, contra el que durar tanto tiempo habría sido una hazaña. Hatem ganó prestigio por su habilidad para realizar estrangulaciones, hasta el punto de que muchos oponentes solo accedían a luchar con él si estas técnicas quedaban prohibidas.
En 1937 Tatú se enfrentó al yudoca japonés Takeo Yano, aprendiz de Mitsuyo Maeda e instructor de la marina brasileña. Hatem y él ya se conocían por haber entrenado juntos cuando Yano iba a luchar contra Hélio Gracie, pero ambos dejaron sus sentimientos personales a un lado para esta contienda. Como era por costumbre en él, Hatem ganó por estrangulación, después de una intentsa batalla de llaveo. Yano solicitó una revancha y ésta se celebró dos meses más tarde, pero con la condición adicional de que Hatem tendría que vestir un judogi al igual que su oponente. Esto dio ventaja a Yano, que ganó cuando la segunda de sus proyecciones hizo caer a Tatú de mala manera y lesionó su clavícula, dejándolo vulnerable a una llave de sumisión del japonés. Euclydes siguió compitiendo al sanar de su lesión, desplazándose a Porto Alegre para encontrar a más competidores. En otro de sus más famosos combates sometió a Luiz Stock, quien protestó y exigió otra ronda de lucha solo para caer de nuevo ante Hatem.
Tres años después, Hatem participó en la Copa Mundial Benito Valladares, donde el competidor que alcanzase la final se las vería con el campeón francés Charles Ulsemer. No solo Euclydes llegó hasta la final, venciendo a varios luchadores extranjeros, sino que llegó a un empate con el campeón. Ulsemer y él se vieron las caras dos meses después en otro torneo, y esta vez Euclydes ganó, haciendo rendir al francés con una llave de brazo en una contienda arbitrada por nada menos que Oswaldo Gracie. Tatú y Ulsemer desarrollaron una gran amistad después de esta victoria. Hatem continuó moviéndose por el país y tomó parte en un torneo de élite en Sao Paulo, donde también estarían el invencible Richard Schikat, Tom Hanley, Henry Piers y Kola Kwariani, todos ellos de palmarés mundial. Desafortunadamente para Hatem, las reglas del torneo no permitían sus técnicas favoritas, las estrangulaciones, y Tatú se encontró perdiendo varios de sus combates por pinfall, pero aun así la prensa brasileña alabó su esfuerzo y rendimiento durante la liga.
En 1942, Mestre Tatú volvió a Porto Alegre para responder al desafío que había lanzado George Gracie, experto tanto en jiu-jitsu como en catch wrestling que a la sazón había entrenado bajo algunos de los profesores de Hatem. Azuzado en gran parte por la prensa sensacionalista, el combate entre Gracie y Euclydes se llevó a cabo, y en contra de las expectativas de muchos, Hatem ganó por llave de brazo en la tercera ronda, después de dominar la contienda hasta tal punto que los promotores desestimaron la posibilidad de una revancha.
Después de una gira imbatida por Argentina, Hatem tuvo un tercer combate con su viejo enemigo Takeo Yano en 1947, ganando por sumisión. El mismo año, Tatú fue estipulado a luchar con el peso superpesado ruso Leon "Homem Montanha" Falkenstein, luchador de 145kg de peso que ya había batido a varios locales. Falkenstein había contactado con Hatem sobre la posibilidad de luchar una contienda predeterminada para luego celebrar una revancha, pero Euclydes se negó a cualquier otra cosa que no fuera un combate real, y las negociaciones fueron tan ásperas que los periódicos se hicieron eco de la hostilidad entre ambos. Llegado el combate, a pesar de la diferencia de tamaño, Hatem venció en solo 37 segundos. El ruso exigiría una revancha después de entrenar con ciertos expertos en vale tudo, pero el resultado, una vez más, sería una victoria por estrangulación para el brasileño-libanés.
Tatú finalizó su carrera en la década de 1950. Tras retirarse, fundó un gimnasio y empezó a enseñar su estilo de lucha, ya llamado luta livre, aunque no estuvo exento de enfrentamientos: se dice que Waldemar Santana le visitó una vez mientras entrenaba y le retó a una lucha, la cual fue inmediatamente ganada por el veterano Hatem. Después de esto, algunos periodistas propusieron la idea de un combate entre Hatem y Hélio Gracie, pero la lucha nunca se concretó por falta de consenso sobre su reglamento, ya que Gracie exigió que su rival vistiera judogi y éste no lo aceptó. A partir de entonces, Hatem se dedicó a la enseñanza, pasando sus conocimientos a los hermanos Carlos y Fausto Brunocilla hasta su fallecimiento en 1984.